# Bartolomeo Schedoni
Bartolomeo Schedoni (ou Schedone en français, également Le Schidone ; Modène, 1578 - Parme, 1615) est un peintre italien du début du baroque actif en Emilie Romagne.
Il fit toute sa carrière au service de la famille d'Este à Modène et des Farnèse à Parme.

## Biographie

### Jeunesse et origines
Bartolomeo Ludovico Schedoni nait à Modène où il est baptisé le 13 janvier 1578 dans l'église San Michele : sa date de naissance peut probablement être située quelques jours plus tôt, voire le même jour. Il est le fils aîné de Giulio Schedoni, qui a quatre autres enfants de son épouse Giulia Zardi : Domenico en 1580, Ercole en 1590, Giovanni Battista (1591-1618) et Barbara, qui devient religieuse au couvent Santa Mari Maddalena à Parme, en 1612. Devenu veuf, Giulio Schedoni se remarie avec Livia Forini, comme le montre le testament rédigé le 27 mai 1605, dans lequel il prend soin d'enregistrer certains biens, craignant qu'après sa mort ses enfants ne mettent la veuve « fora di chasa in chamisa ».
Le lieu d'origine de ses ancêtres est situé à Formigine : son grand-père Domenico, « filio quondam Fabiani de Schedonis de Formigine », y achète un terrain en 1571, et son père Giulio, qui en 1602 vend « une maison située dans le village de Formigine [...] tous brisés et ruinés », est défini dans le contrat de vente comme « Julii de Schedonis de Formigine ». Girolamo Tiraboschi, croyant à tort que Bartolomeo est également originaire de Formigine, atteste qu'à la fin du XVIIIe siècle, il existait encore « à Formigine une famille civile de ce nom » et soutient qu'il a peint une Vierge du Rosaire dans l'église paroissiale de ce village, peut-être pour « laisser un tel souvenir en ce lieu, car il y est né, bien qu'il soit communément appelé Modenese ».

### Formation
Il n'existe aucune information documentée sur sa première formation artistique ; ce que le prêtre Giovanni Fogliani écrit en 1616 ,, qui attribue La Madonna del Rosario de Formigine au pinceau d'un Bartolomeo d'à peine douze ans, n'est pas crédible. Bartolomeo collabore alors avec son père Giulio qui, s'étant installé à Parme au moins en 1594, dirige une boutique de mascararo, c'est-à-dire qu'il fabrique et fournit des masques pour les fêtes et cérémonies de la cour ducale de Ranuce Ier Farnèse. Bartolomeo montre certainement un certain talent pour la peinture, car il est remarqué par le duc qui le recommande comme apprenti auprès du peintre maniériste Federico Zuccari, alors principe de l'Accademia di San Luca à Rome.
Peut-être part-il pour Rome fin 1594 ou début 1595, mais n'y reste pas longtemps ; malade, il rentre à Parme, où il est en septembre ; il ne reviendra plus dans l'atelier de Zuccari ni à Rome. Nous ne savons pas ce qu'il a vu et appris réellement au cours de ce séjour qui, surtout en raison de sa brièveté, ne semble pas l'avoir influencé d'une quelconque manière, notamment Le Caravage, bien que déjà actif à Rome, n'a pas encore révélé son style révolutionnaire. Il n'existe aucune documentation sur sa formation de disciple direct auprès d'un maître établi, bien que l'on ait émis l'hypothèse qu'il était l'élève du peintre flamand actif à Parme, Jan Soens,.
L'historien du baroque, le comte Carlo Cesare Malvasia (1616-1693), affirme que Schedoni s'est formé auprès d'Annibale Carracci à Bologne ; ses premiers travaux révèlent plutôt son étude des œuvres du Corrège à Parme. Un apprentissage chez Annibale Carracci est exclu car Annibale a quitté l'Émilie pour Rome en 1595 alors que Bartolomeo est déjà parti. Luigi Lanzi exclut qu'il soit l'élève de Ludovico et Agostino Carracci pour des raisons d'incompatibilité stylistique. L'enseignement exercé par l'observation directe de la peinture du Corrège est confirmé, restant une référence constante tout au long de son activité.

### Vie active
La première commande connue de Schedoni remonte à 1598. Il quitte Parme après une peine d'emprisonnement pour voies de fait et s'installe à Modène. Il y sert comme peintre à la cour de César d'Este et collabore avec Ercole dell'Abate à la décoration du plafond de la Sala del Consiglio Vecchio du palazzo comunale. Après une interruption provoquée par son emprisonnement pour une autre altercation, les travaux sont achevés en juillet 1607. 
Après décembre 1607, il travaille à Parme pour la cour de Ranuce Ier Farnèse. Le duc l'estime beaucoup et lui donna une ferme à Felegara lorsqu'il se marie en 1611. Ses œuvres comprennent de petites images de dévotion et le grand retable de la Sainte Famille en gloire adorée par SS Jean-Baptiste, François d'Assise, Laurent et Peregrinus.
Schedoni meurt le 23 décembre 1615. Selon le chroniqueur modenais Giovanni Battista Spaccini, il est mort dans un « accès de passion » – peut-être un suicide – après une nuit de grosse perte au jeu.

## Style et influences
Les peintures de Schedoni représentent souvent des personnages brillamment éclairés sur un fond sombre. Une grande importance est accordée aux motifs angulaires des draperies aux couleurs vives qui, selon l'historien de l'art Lawrence Gowing, « obscurcissent presque le contenu narratif de la scène et diffusent plutôt un sentiment omniprésent d'urgence émotionnelle ».
Les manières tardives de Schedoni montrent l'influence de Lodovico Carracci. Ses peintures révèlent sa connaissance du Caravage et son influence importante sur le style et les sujets, dont la Mise au tombeau (1603-1604) servit de prototype à La Mise au tombeau de Schedoni (vers 1613, Galerie nationale de Parme). Le peintre parmesan Giovanni Lanfranco fait partie de ceux qui ont trouvé l'inspiration dans son style théâtral.
Il perpétue aussi la tradition émilienne du XVIe siècle, celle de Corrège en particulier.
Ses chefs-d'œuvre sont à la Galerie nationale de Parme, notamment deux de ses peintures de retable destinés à l'église des couvents des Capucins de Fontevivo près de Parme.

## Œuvres
- Coriolan supplié par sa mère de sauver sa patrie, l'Union et la Concorde font le bien de la Cité, plafond de la Sala del Consiglio au palais communal de Modène
- Dernière Cène, église des Capucins de Fontevivo, Parme
- La Mise au tombeau, Les trois Maries à la tombe du Christ, Galerie nationale, Parme
- Annonce du massacre des Innocents, Saint Sébastien soigné par Irène et La Charité, musée Capodimonte de Naples
- La Sainte Famille enseignant la lecture à l'Enfant Jésus, National Gallery, Londres
- Marie-Madeleine en prière, Vienne
- La Sainte Famille enseignant la lecture à l'Enfant Jésus avec saint Jean-Baptiste, Ashmolean Museum, Université d'Oxford
- La Charité de sainte Élisabeth, Los Angeles County Museum of Art
- La Mise au tombeau, la Sainte Famille, Le Sommeil de l'Enfant Jésus, musée du Louvre, Paris
- Le Repos pendant la fuite en Égypte,
- La Charité,
- L'Espérance, vers 1610, Huile sur toile, Musée Ingres-Bourdelle Montauban
- Le Mariage de la Vierge
- La Sainte famille, 1610-1612, toile, 107 × 89 cm, musée du Louvre
- Saint Jean-Baptiste, Zacharie, Élisabeth, gravure, 15 x 13 cm, Gray, musée Baron-Martin
- La Sainte famille, huile sur toile, 95 x 76 cm, musée des Beaux-Arts d’Orléans (disparu durant la Seconde Guerre mondiale)[18].
- La Madone de saint Jérôme, huile sur toile, 79 x 56 cm, musée Bertrand, Châteauroux

## Galerie

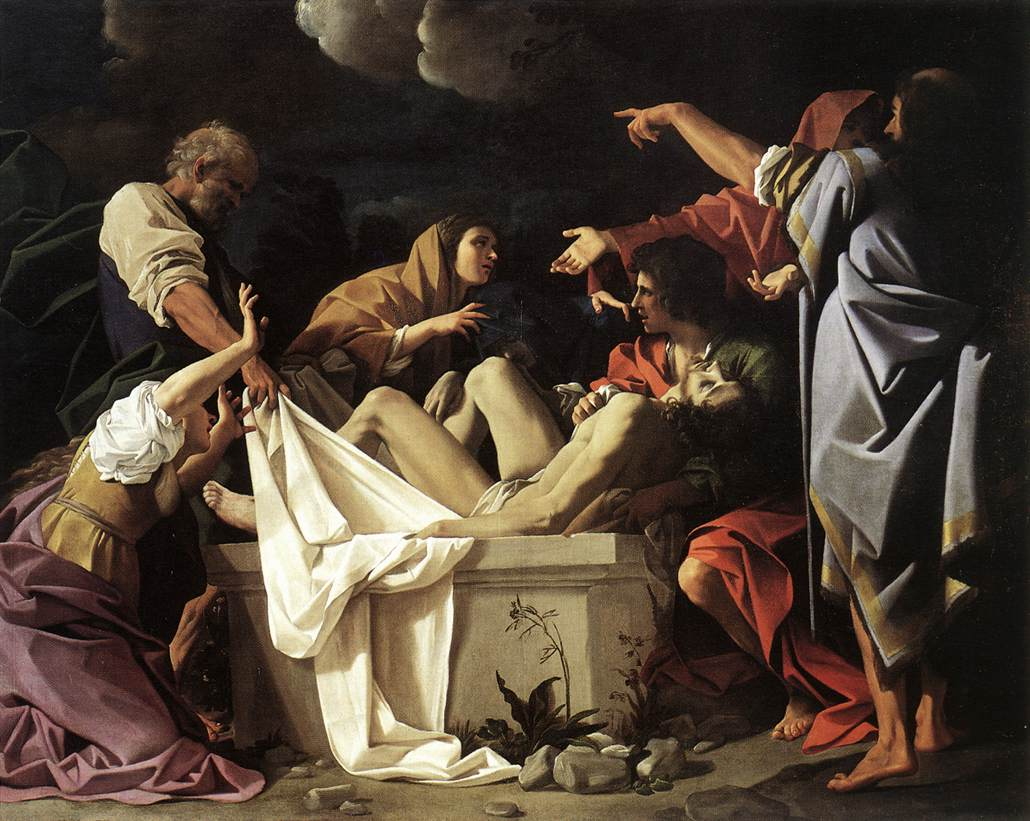
La Mise au tombeau (1613), Parme.
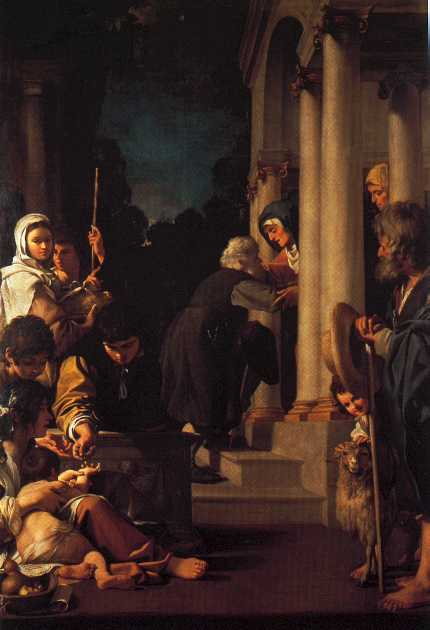
Sainte Elisabeth donnant l'aumône, 1613, palais royal de Naples.
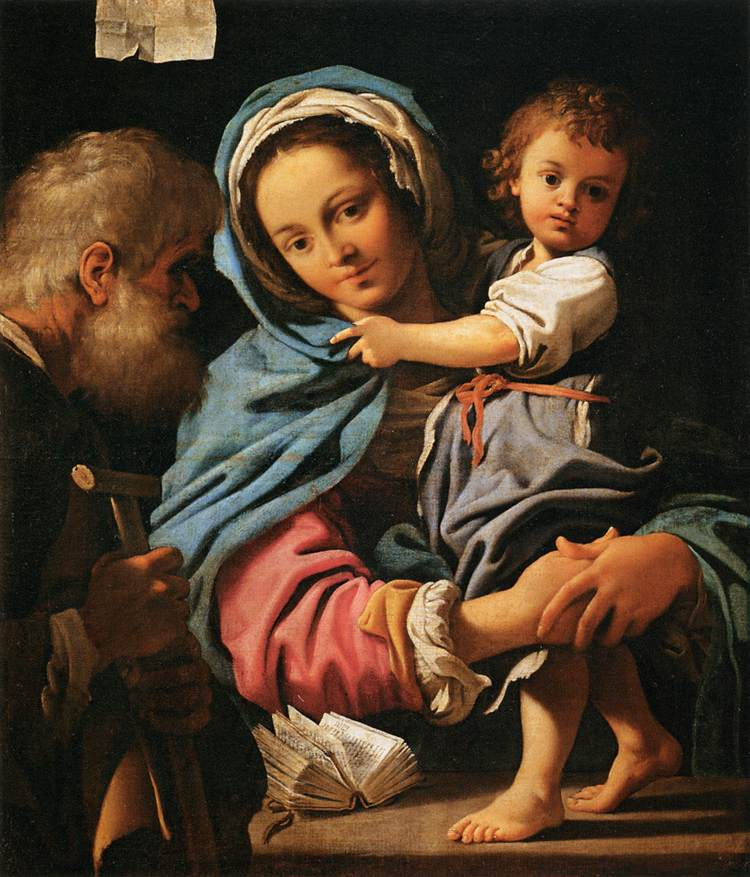
Sainte Famille (1610-1615) Musée du Louvre
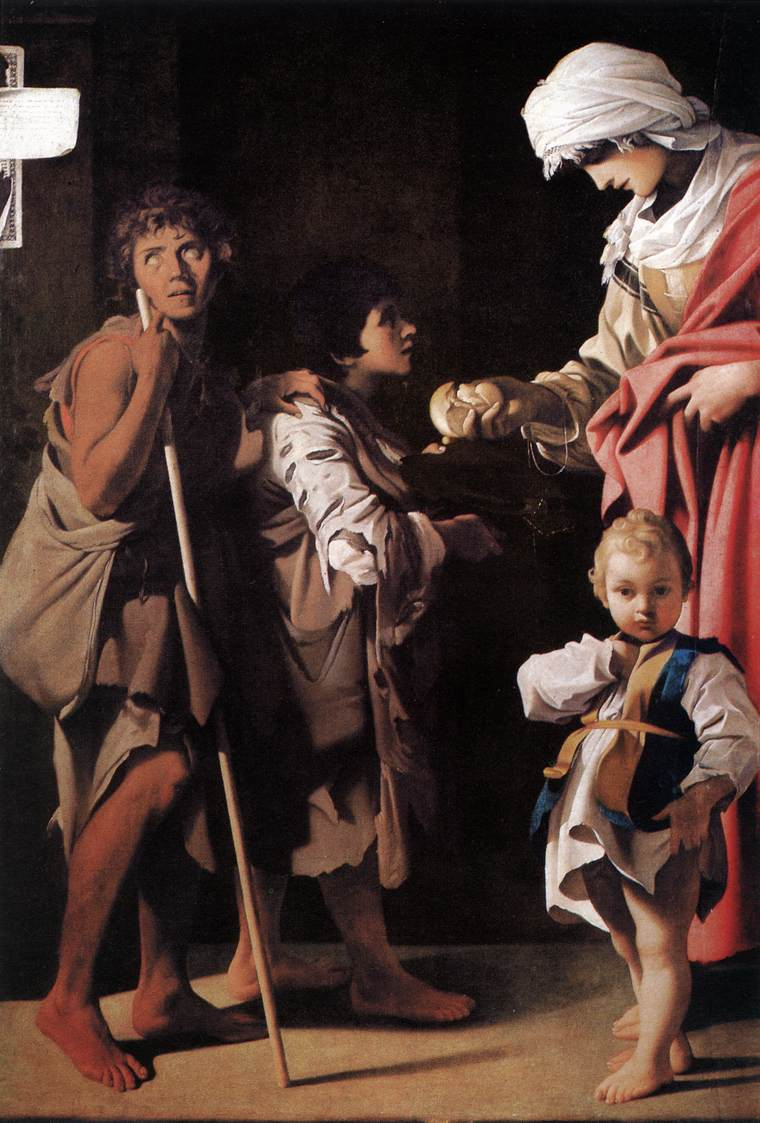
La Charité (1611) Naples
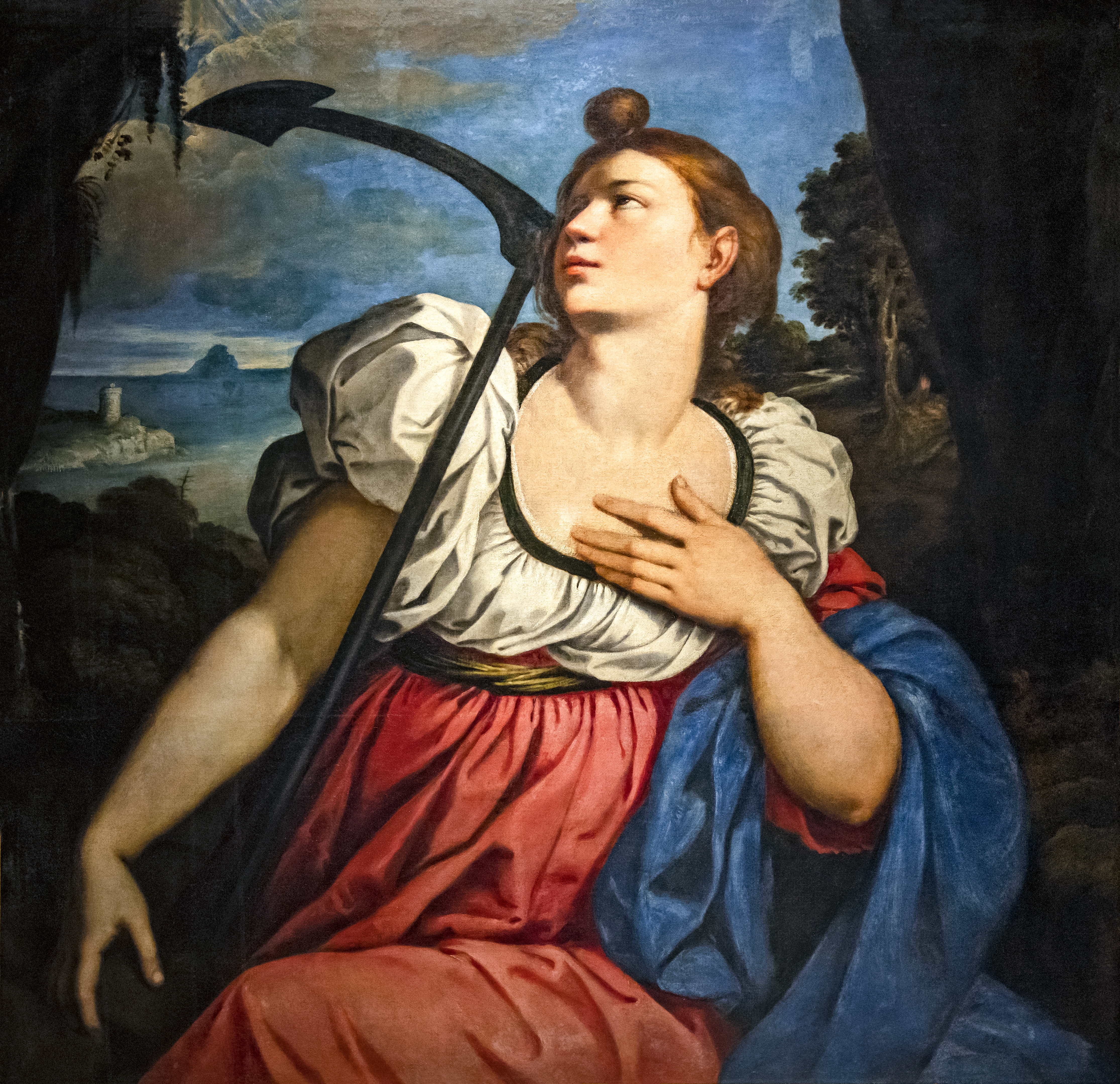
L'Espérance (v. 1610) Musée Ingres-Bourdelle (Montauban)
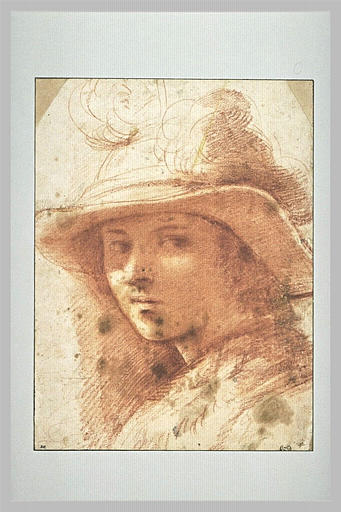
Tête de jeune femme avec chapeau sanguine,1605, Musée du Louvre
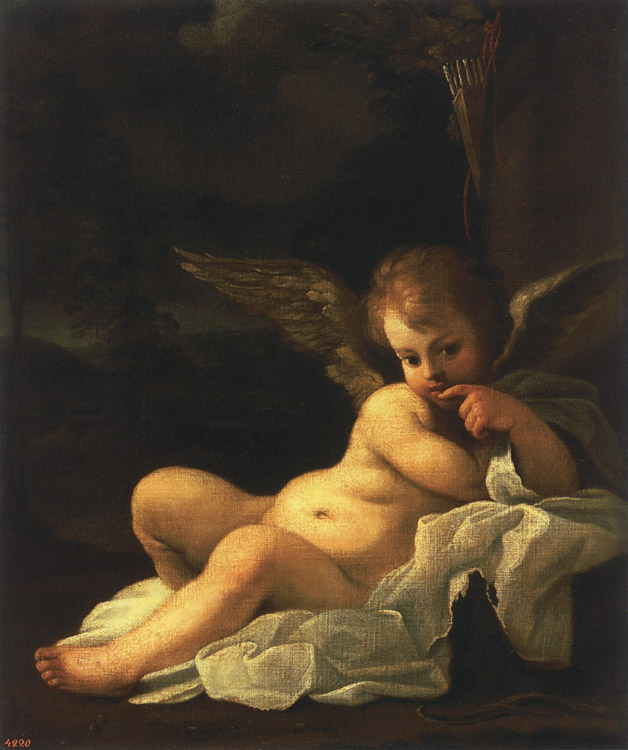
Paysage avec Amour (1610) Musée de l'Ermitage (Saint-Pétersbourg)